# Matane (condado)
A Regionalidade Municipal do Condado de Matane está situada na região de Bas-Saint-Laurent na província canadense de Quebec. Com uma área de mais de três mil quilómetros quadrados, tem, segundo o censo de 2006, uma população de cerca de vinte e duas mil pessoas sendo comandada pela cidade de Matane. Ela é composta por 12 municipalidades: 1 cidade, 7 municípios, 3 freguesias e 1 território não organizado.

## Municipalidades

### Cidade
- Matane

### Municípios
- Baie-des-Sables
- Grosses-Roches
- Les Méchins
- Sainte-Félicité
- Sainte-Paule
- Saint-René-de-Matane
- Saint-Ulric

### Freguesias
- Saint-Adelme
- Saint-Jean-de-Cherbourg
- Saint-Léandre

### Território não organizado
- Rivière-Bonjour